# 1509 км
1509 км (баш. 1509 км) — упразднённый населённый пункт (тип: железнодорожная будка) в Альшеевском районе, вошедшее в 2005 году в состав села Раевский. Находится возле Ново-Раевского откорм совхоза.

## История
Возник как поселение семьи железнодорожников.
По данным на 1969 год проживало 32 человека, основная национальность — татары (БАССР, 1969). Преобладающая национальность (татары) указана и в последующие годы (БАССР, 1972; БАССР, 1981).
Закон «О внесении изменений в административно-территориальное устройство Республики Башкортостан в связи с образованием, объединением, упразднением и изменением статуса населенных пунктов, переносом административных центров» от 20 июля 2005 года N 211-з постановил:
ст. 2. Объединить следующие населенные пункты с сохранением наименований:
1) в Альшеевском районе:
в) поселение железнодорожная будка 1513 км, поселение железнодорожная будка 1509 км, поселок Янаул и село Раевский Раевского сельсовета, установив объединённому населенному пункту тип поселения — село, с сохранением наименования «Раевский»
В документах 2012 года значится как разъезд.

## География
В 1969 году (БАССР, 1969), 1972 (БАССР, 1972), (1981 БАССР, 1981) находился в 2 км от центра Раевского поссовета — села Раевский.

## Инфраструктура
Путевое хозяйство участка Уфа — Абдулино Куйбышевской железной дороги. 

## Транспорт
Автомобильный и железнодорожный транспорт.